# Götterswickerhamm
Götterswickerhamm ist einer der ältesten Ortsteile der Stadt Voerde (Niederrhein) im Kreis Wesel, Nordrhein-Westfalen. Götterswickerhamm liegt am rechten Ufer des Niederrheins bei Rheinkilometer 800 und zählt 505 Einwohner. Bis 1913 bildete der heutige Ortsteil Götterswickerhamm die Gemeinde Görsicker im damaligen Kreis Dinslaken.

## Lage
Götterswickerhamm liegt vier Kilometer südwestlich vom Kernort Voerde an der Landesstraße 4 direkt am rechten Rheinufer. Begrenzt wird der Ortsteil im Westen von Mehrum, im Norden von Löhnen und Voerde-Mitte, im Osten von Möllen und im Süden vom Naturschutzgebiet Rheinvorland im Orsoyer Rheinbogen. Das gesamte Ortsgebiet ist Teil des Naturschutzgebiets Rheinvorland.

## Geschichte
Götterswickerhamm wurde erstmals in einer Urkunde vom 19. Mai 1003 als Goterswich/Goterswick erwähnt, als der Kölner Erzbischof Heribert einen Tauschvertrag über Güter in Mehrum und Götterswick gegen den Hof Hohenbudberg abschloss. Aus dem hier ansässigen Adelsgeschlecht von Götterswyk erbte Eberwin I. 1421 die Grafschaft Bentheim und 1451 die Herrschaft Steinfurt und begründete das Grafen- und spätere Fürstenhaus Bentheim jüngeren Stammes.

Lage der ehemaligen Gemeinde Görsicker

Die preußische Bürgermeisterei Götterswickerhamm umfasste seit 1816 die sechs Gemeinden Görsicker (das heutige Götterswickerhamm), Löhnen, Mehrum, Möllen, Spellen und Voerde. Der Name der Bürgermeisterei wurde 1911 in Bürgermeisterei Voerde-Niederrhein geändert. Die beiden Gemeinden Mehrum und Görsicker wurden 1913 in die Gemeinde Löhnen eingegliedert. 1934 wurde Görsicker in Götterswickerhamm umbenannt.
1950 entstand durch die Vereinigung der Gemeinden Löhnen (mit Götterswickerhamm) und Voerde die neue Gemeinde Voerde.

## Bevölkerungsentwicklung
Gemeinde Görsicker:

- 1832: 186[4]
- 1885: 248[5]
- 1910: 241[10]

Ortsteil Götterswickerhamm:

- 2003: 562
- 2012: 557
- 2014: 545
- 2024: 505

## Sehenswürdigkeiten

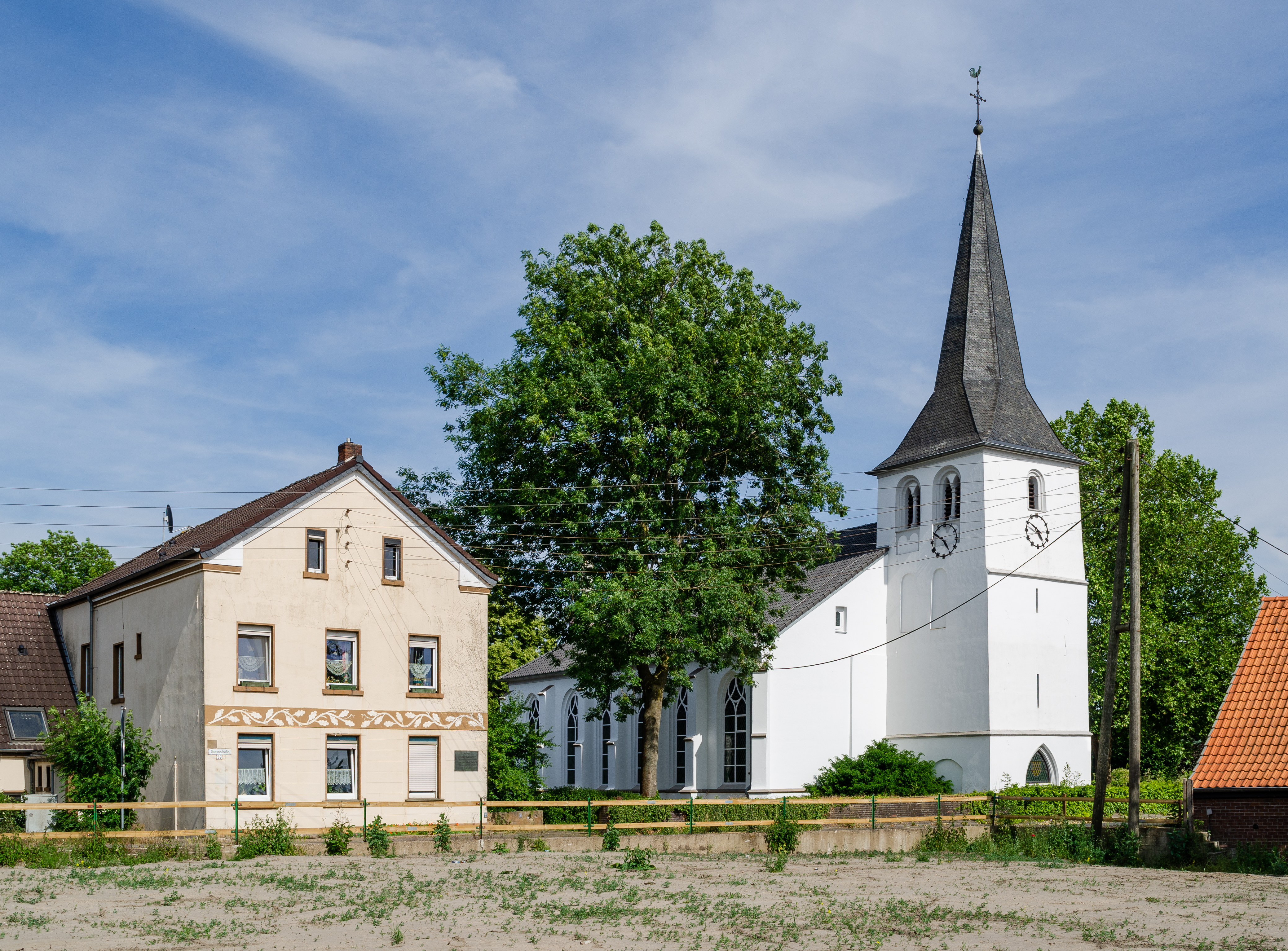
Evangelische Kirche an der Dammstraße in Götterswickerhamm (2020)

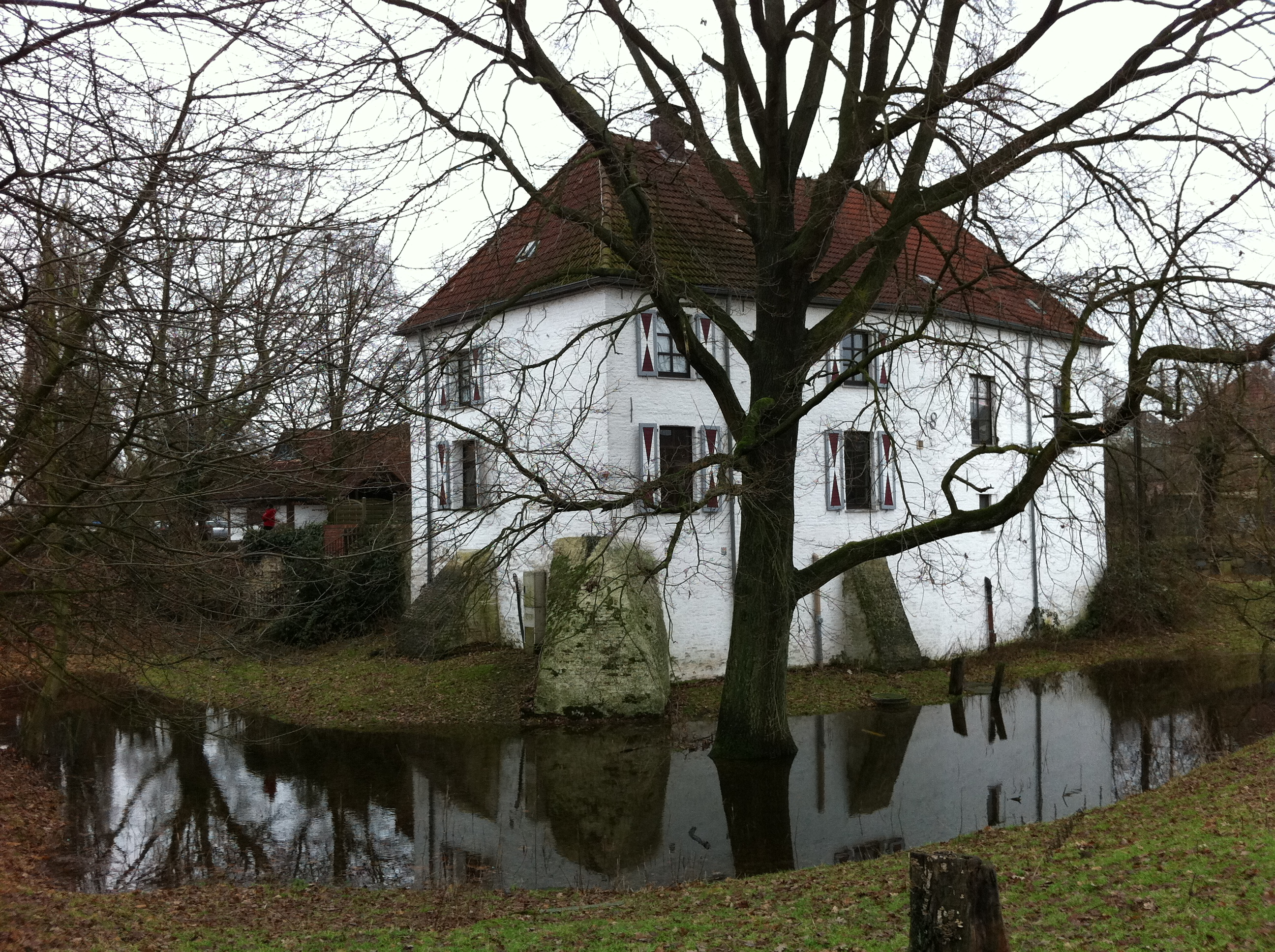
Haus Götterswick

Der kleine Ort ist ein beliebtes Ausflugsziel direkt am Rheinufer. Hier verläuft der Rhein ein kurzes Stück von Ost nach West.
Als sehenswert einzustufen sind folgende Objekte:
- „Gerichtslinde Götterswickerhamm“[11], Tagungsort des Schöffengerichtes Götterswickerhamm, nachgewiesen durch eine Urkunde des Stiftes Rees vom 31. Juli 1327. Diese urkundlich nachweisbare Thingstätte unter der Gerichtslinde wurde erst 1753 durch die preußische Verwaltung als Gerichtsstätte aufgehoben und danach das Landgericht Dinslaken eingerichtet.
- Evangelische Kirche Götterswickerhamm, im 11./12. Jahrhundert erbaut, ist eines der Wahrzeichen des Rheindorfes. Sie trug das seltene Patronat des heiligen Nicodemus und war ursprünglich Eigenkirche der Herren von Götterswick. Die Gründung der romanischen Kirche könnte im 10. Jahrhundert gelegen haben.
- Haus Götterswick[12]. Die ehemalige, erstmals 1142 erwähnte Wasserburg war Stammsitz der Edelherren von Götterswick, welche 1241 die Herrschaft Bentheim-Steinfurt übernahmen. Die genaue Gründung von Haus Götterswick ist unbekannt. Nach einer Sage soll zur Zeit des Fränkischen Reichs Ritter Godert inmitten eines Wicks ein festes Haus gebaut haben, wonach das Haus und die Siedlung Godswick benannt wurden. Das 2011 restaurierte Gebäude wurde um 1800 als Bürgermeisteramt und später als Pfarrhaus verwendet.
- „Haus Storchennest“[13]. Die ehemalige Windmühle, erbaut 1849, stillgelegt 1900, wurde 1924 bis 1930 mit einem achteckigen Aussichtsraum versehen und als Ausflugslokal eingerichtet. Seit 1967 befindet sich das unter Denkmalschutz stehende Gebäude in Privatbesitz.
- „Rheinpromenade“, an der verschiedene Ausflugslokale liegen. Die einladende Südlage dieser Promenade zieht zu allen Jahreszeiten Touristen an.
- Hochspannungsfreileitung Wesel – Moers mit eindrucksvollen Tragmasten. Sie quert bei Götterswickerhamm den Rhein.

## Bildung und Sport
In Götterswickerhamm gibt es keine Schule mehr; sie befand sich früher im Dorfgemeinschaftshaus. Im Ortsgebiet gibt es den Schützenverein „Wacht am Rhein Götterswickerhamm“.